# 蒂普图尔
蒂普图尔（Tiptur），是印度卡纳塔克邦Tumkur县的一个城镇。总人口53043（2001年）。

## 人口
该地2001年总人口53043人，其中男性27277人，女性25766人；0—6岁人口5692人，其中男2962人，女2730人；识字率74.09%，其中男性为78.66%，女性为69.25%。